# Língua crioula indo-portuguesa de Cananor
O crioulo indo-português de Cananor é um crioulo indo-português falado na costa de Malabar, na Índia. Esta língua foi formada a partir do contato entre as línguas portuguesa e malaiala, usada por famílias indo-portuguesas, na cidade de Cananor. Este crioulo atualmente já está praticamente extinto, e até há pouco tempo julgava-se que o crioulo de Cananor já estava totalmente extinto; porém, uma família formada por cinco pessoas ainda conserva o hábito de falar nesta língua.
A presença de portugueses eram fortes em Cananor durante 1500. Lourenço de Almeida, filho do vice-rei Francisco de Almeida foi o líder de uma frota portuguesa. Sua frota enfrentou a frota indiana liderada pelo Samorim na Batalha de Cananor.